# 蘇門答臘兔
蘇門答臘兔（學名 : Nesolagus netscheri），又稱蘇門答臘紋兔或蘇門答臘短耳兔，是一種只分布在蘇門答臘島西面巴里桑山脈（Barisan Mountains）森林中的一種兔。蘇門答臘兔所棲息的森林被大量砍伐，生境受到嚴重破壞，故被列為易危物種。
蘇門答臘兔一般身長約40 cm（16英寸），身體呈灰色，帶有棕色條紋，尾及臀部呈紅色，腹部則為白色。居於海拔600至1,400米高的森林中。蘇門答臘兔為夜行性動物，喜居於其他動物的巢穴裡。野生的蘇門答臘兔多以被層植物的莖和葉為食，但馴養的蘇門答臘兔也會吃穀物和熱帶果類。
從1972年起僅有3個蘇門答臘兔目擊記錄。最近一次在2007年1月，由裝置於布吉巴里桑西拉坦國家公園（Bukit Barisan Selatan National Park）裡的自動攝影機所拍攝到蘇門答臘兔的影像。

## 近親
動物學家於老撾和越南交界的安南山脈中發現安南兔（Annamite Striped Rabbit，或稱越南紋兔），安南兔被認為是蘇門答臘兔的近親。在此之前，蘇門答臘兔一直被認為是蘇門答臘兔屬下的唯一物種。